# Mattias Daniel Blom
Mattias Daniel Blom, född cirka 1674 (troligen i Finland), död 11 augusti 1741 Uleåborg, var en svensk domkyrkoorganist. Han var domkyrkoorganist i Skara domkyrkoförsamling mellan 1717 och 1723.

## Biografi
Från 1704 var han organist i Uleåborg. Hans mor och han flydde under det Stora nordiska kriget till Stockholm, Sverige. 1715-1716 arbetade han som organist i Marstrand. Blom blev domkyrkoorganist 1717 i Skara domkyrka och arbetade där fram till 1723. 
1721 reparera han ett positiv i Skärvs kyrka och 1722 reparerar han ett orgelverk i Skövde kyrka tillsammans med organisten och orgelbyggaren Hans Henrik Cahman den yngre, Borås.
1723 flyttar Blom till Uleåborg och blir där organist, musiklärare och rådman. Han kom att arbeta med det fram till sin död 1741. I bouppteckning efter Blom får sonen Daniel bland annat ärva: 1 regal, 1 ett gammalt positiv, 1 klaver cymbel, 1 klaver, 1 gammal basfiol och 1 violin.

### Familj
- Blom gifte sig med Anna Kristina Hierpe. De fick tillsammans barnen:
  - Kristoffer, döpt 14 april 1722 i Skara. Blev organist i Kristinestad omkring 1783.
  - Daniel, född cirka 1725, död 1765. Blev organist och rådman i Uleåborg.
  - Anna Margareta, född 1727.
  - Helena Kristina, född 1729.